# Blisworth
Blisworth es un pueblo y una parroquia civil del distrito de South Northamptonshire, en el condado de Northamptonshire (Inglaterra).

## Demografía
Según el censo de 2001, Blisworth tenía 1786 habitantes (880 varones y 906 mujeres). 293 de ellos (16,41%) eran menores de 16 años, 1342 (75,14%) tenían entre 16 y 74, y 151 (8,45%) eran mayores de 74. La media de edad era de 43,27 años. De los 1493 habitantes de 16 o más años, 306 (20,5%) estaban solteros, 937 (62,76%) casados, y 250 (16,74%) divorciados o viudos. 932 habitantes eran económicamente activos, 913 de ellos (97,96%) empleados y otros 19 (2,04%) desempleados. Había 19 hogares sin ocupar y 771 con residentes.
| 730                         | 610 | 696 | 769 | 882 | 951 | - | - | 1060 | 930 | 856 | 823 | 800 | 792 | - | 761 | 1192 |
| (Fuente: Vision of Britain) |     |     |     |     |     |   |   |      |     |     |     |     |     |   |     |      |